# Saint-Gervais-sur-Roubion
 Saint-Gervais-sur-Roubion  là một xã thuộc tỉnh Drôme trong vùng Auvergne-Rhône-Alpes đông nam nước Pháp.